# حاييم بينتو
الحاخام ربي حاييم بينتو هو أحد مشاهير الحاخامات اليهود السفرديم في مدينة الصويرة المغربية.
وُلد ربي حاييم بينتو سنة 1748 بأكادير و توفي سنة 1845 بالصويرة، قام بتشييد معبد بحاضرة موكادور أمضى بداخله معظم وقته في التعبد وتعليم التوراة٬ ودفن بمقبرة تحمل اسمه.

## الهيلولا
تحتفل الطائفة اليهودية بالصويرة٬ بهيلولا الحاخام حاييم بينتو٬ الموسم الديني الذي يستمر على مدى أربعة أيام.

## راجع أيضا
- إسحاق الفاسي
- دوناش بن لبرط

## وصلات خارجية
- http://www.haimpinto.com/